# خانه مهد کاظم کاویانی
خانه مهد کاظم کاویانی مربوط به دوره پهلوی اول است و در شیراز، محله درب شیخ، کوچه شاعلی، پلاک ۱۹ و ۱۷ واقع شده و این اثر در تاریخ ۱۰ خرداد ۱۳۸۲ با شمارهٔ ثبت ۸۹۸۶ به‌عنوان یکی از آثار ملی ایران به ثبت رسیده است.